# 北薩
北薩（ほくさつ）は、鹿児島県のうち旧薩摩国北部にある地域を指す地区名である。

## 概要
旧薩摩国の区域を3つに分けたものの1つであり、北薩地域の他に、中薩（西薩）地域、南薩地域に分けられる。北薩地域という呼称は主に薩摩川内市・阿久根市・出水市・さつま町・長島町の区域を指すことが多く、鹿児島県の出先機関である北薩地域振興局の管轄区域や県立の高等学校全日制普通科における学区である北薩学区の区域と合致しており、市外局番が0996の地域でもある。いちき串木野市も含めることがある。

## 北薩の名称が付くもの

### 自然・地形
- 北薩火山群 - 藺牟田池を中心とした北薩地域に広がる火山群。

### 公共施設
- 北薩広域公園 - さつま町虎居にある公園。

### 道路
- 北薩横断道路 - 国道504号のバイパスとして建設される地域高規格道路。出水市からさつま町を経て霧島市溝辺地域の溝辺鹿児島空港ICまでを結ぶ予定。
  - 北薩トンネル - 北薩横断道路のトンネル。紫尾山を貫く。
- 北薩オレンジロード - 出水市から阿久根市までを結ぶ広域農道。

### 官公庁
- 鹿児島県北薩地域振興局 - 鹿児島県の出先機関。管轄区域は鹿児島県出水市・阿久根市・薩摩川内市・薩摩郡さつま町・出水郡長島町の全域である。
- 鹿児島県果樹試験場 北薩支所 - 薩摩川内市東郷町斧渕に所在する果樹試験場。
- 鹿児島県立北薩病院 - 鹿児島県伊佐市大口宮人にある公立病院。